# Paradis (film, 1982)
Pour plus de détails, voir Fiche technique et Distribution.
Pour les articles homonymes, voir Paradis (homonymie).
Paradis (Paradise) est un film canadien de Stuart Gillard, sorti en 1982.

## Synopsis
À l'époque georgienne, en 1823, David (Willie Aames) et Sarah (Phoebe Cates) sont deux adolescents voyageant avec une caravane entre Bagdad et Damas. Lors d'un arrêt à une oasis, l'agent de traite des Blanches dénommé Chacal leur tombe dessus, principalement dans le but d'ajouter la belle et jeune Sarah à son harem. David et Sarah et son serviteur, Geoffrey, arrivent à s'échapper, mais tous les autres sont tués dans le massacre, y compris les parents de David. Ils aperçoivent un campement qui, à leur insu, est dirigé par le Chacal. Geoffrey se rend au campement afin de chercher de l'aide mais est tué par le Chacal pendant que les deux adolescents prennent un peu de repos dans une enclave à proximité.
L'errance de Sarah et David les mène à une belle oasis - qui deviendra leur petit paradis - où ils découvrent l'amour et la sexualité. Toutefois, le Chacal n'a pas renoncé à Sarah et David devra l'affronter ou être tué par lui. David affronte le Chacal et parvient à le tuer. Sarah révèle à David qu'elle est enceinte, et les deux jeunes amoureux atteignent finalement la civilisation, la ville de Damas.

## Fiche technique
- Titre français : Paradis
- Titre original : Paradise
- Réalisation : Stuart Gillard
- Scénario : Stuart Gillard
- Musique : Paul Hoffert
- Image : Adam Greenberg
- Montage : Howard Terrill
- Dates de sortie :
  -  États-Unis : 7 mai 1982
  -  France : 22 septembre 1982

## Distribution
- Willie Aames : David
- Phoebe Cates : Sarah (VF : Séverine Morisot)
- Tuvia Tavi : Le Chacal
- Richard Curnock : Geoffrey
- Neil Vipond : Le révérend
- Aviva Marks : Rachel
- Joseph Shiloach : Ahmed
- Shoshana Duer : La femme bédouine
- Jerry Rosen : Le garde du Chacal
- Riki Halfon : La danseuse du ventre

## Production
Les producteurs du film, Robert Lantos et Stephen J. Roth, sélectionnèrent Aames et plus tard, après un screen test, Cates pour le rôle de Sarah. Le film marqua les débuts à l'écran de Cates, qui avait 17 ans au moment du tournage. Le rôle principal de Cates dans le film impliqua plusieurs scènes de nudité intégrale. Cates fut également sélectionnée par la production du film pour chanter la chanson thème du film. Le tournage se déroula à divers endroits en Israël, y compris Tel-Aviv, la Mer Morte et la Mer de Galilée,.
Pendant la production, Aames et Cates décidèrent que le film ne requérait pas autant de nudité comme le script l'indiquait. Dans les entrevues, Aames et Cates ont affirmé que "le producteur (Lantos) est retourné au Canada et a utilisé quelqu'un d'autre dans le certaines prises. Ils ne sont pas dans la version du film qu'ils nous ont montré pour approbation. Quand j'ai finalement vu, des mois plus tard le montage final, je suis tombé en bas de ma chaise." Lantos répondit à cela en disant que c'était à lui-même et au distributeur de décider du montage finale du film, et non aux acteurs. Il a en outre affirmé que « 99 % de ce qui avait été filmé montait Willie et Phoebe. »
Néanmoins, Aames accepta de promouvoir le film. Cates, quant à elle, ne le vit pas de cet œil et refusa de s'impliquer dans la promotion, tels que des projections et soirées mondaines,. Selon Aames, Cates fut "vraiment bouleversé" par le film.

## Autour du film
Paradis fait immanquablement penser au film Le Lagon bleu sorti deux ans plus tôt. L'histoire est similaire : dans la première moitié du XIXe siècle, un garçon et une fille se retrouvent livrés à eux-mêmes après une tragédie (l'attaque de la caravane / le naufrage du navire) et trouvent refuge dans un endroit paradisiaque (une oasis / une île tropicale) où ils vivent d'amour et d'eau fraîche.
Les deux films offrent également de nombreuses scènes de nudité, censées illustrer l'innocence de l'enfance et la découverte de la sexualité. Mais là où Brooke Shields avait une doublure, Phoebe Cates tourne elle-même la plupart de ses scènes déshabillées. Elle réitère d'ailleurs la même année dans Ça chauffe au lycée Ridgemont dans une scène onirique qui fit couler beaucoup d'encre.
Mais contrairement au Lagon bleu, les deux protagonistes sont déjà adolescents et ne connaissent pas les affres de la puberté. Ils doivent également en découdre avec un adversaire, « Le Chacal », un marchand d'esclaves qui voudrait ajouter Sarah à son harem.
C'est la première apparition à l'écran de Phoebe Cates qui se fera connaître du grand public deux ans plus tard en jouant l'un des rôles principaux de Gremlins. C'est aussi elle qui interprète la chanson du film, « Paradise ».

## Nominations
- Razzie Awards 1982 : Nomination de Willie Aames pour le Razzie Award du « pire acteur masculin ».